# Savane et prairies du Trans-Fly
Localisation
L'écorégion de savane et prairies du Trans-Fly est définie par le fonds mondial pour la Nature (WWF). Elle couvre une zone de plus de 25 000 km² au sud de l'île de Nouvelle-Guinée, en Indonésie et Papouasie-Nouvelle-Guinée. Elle appartient à l'écozone australasienne et au biome des prairies, savanes et terres arbustives tropicales et subtropicales.